# Brzeziński (Adelsgeschlecht)
Brzeziński (auch v. Bresinski, v. Brisinsky usw.) ist der Name verschiedener Adelsgeschlechter, die vor allem in Preußen, Pommern, Polen und Österreich-Ungarn ansässig waren. Er tritt zudem auch als Familienname zahlreicher Familien ohne adlige Herkunft in Erscheinung.

## Herkunft des Namens
Der Name Brzeziński leitet sich beispielsweise vom polnischen Namen des Gutes Adlig Briesen (Brzeźno Szlacheckie) in Westpreußen oder vom Ort Bereschany (Brzeżany) in der Ukraine ab und bedeutet so viel wie von Briesen oder aus Bereschany.

## Brzeziński in Hinterpommern und Westpreußen

Wappen derer von Brzeziński aus Hinterpommern (Siebmacher)

Im hinterpommerschen Landkreis Bütow war eine Familie von Brzeziński ansässig, die ihren Namen offenbar in Anlehnung an das benachbarte Adlig Briesen (Brzeźno Szlacheckie) im angrenzenden westpreußischen Kreis Konitz führte. Auf Briesen traten bereits 1570 der Edle Bartholomäus Brzeziński (Nobilis Bartholomaeus Brzieszinski) sowie zwei Edle namens Johannes Brzeziński (Nobilis Joannes Brzieszinski) urkundlich in Erscheinung. Sie besaßen zu dieser Zeit mehrere Edelhöfe am Gut, deren Privilegien schon 1552 vom polnischen König Sigismund II. August bestätigt worden waren.
Laut Statistik des Landkreises Bütow besaß Georg Albert von Brzeziński (⚭ Christina von Jutrzenka; II ⚭ Albert von Malotki) noch im 18. Jahrhundert einen großen Anteil am Gut Trzebiatkowa (Tschebiatkow), den seine Witwe 1789 an ihren Schwiegersohn Matthias von Gruchalla Wensierski (1765–1831; ⚭ Barbara von Brzezińska) veräußerte. Ein Leutnant von Brzeziński stand 1756 zudem beim Husaren-Regiment von Szekely. Die Familie führte folgendes Wappen:
- Schild: B. mit w. querliegendem Halbmond, über jeder Spitze und oben und unten von je zwei g. Sternen begleitet und unten in der Mitte ein w. Hufeisen.
- Helm: Der Halbmond auf jedem Horne mit einem g. Sterne besteckt.
- Decken: (b. und w.)

Die wiederum zum Teil bis ins 20. Jahrhundert auf Adlig Briesen begüterten Adelsgeschlechter Bastian Brzeziński, Myk Brzeziński (erloschen), Spiczak Brzeziński und Świątek Brzeziński sind ebenfalls aus den oben genannten Brzeziński hervorgegangen, führen aber jeweils eigene Wappen und Spitznamen. Einzig das alte Wappen derer von Spiczak weist dabei viel Ähnlichkeit zum oben beschriebenen Wappen auf. Ein gemeinsamer Vorfahre könnte Petzen von der Bryse (Piotrowi z Brzeźna) gewesen sein, dem im Jahre 1374 vom Hochmeister des Deutschen Ordens, Winrich von Kniprode, das neben Briesen gelegene Gut Adlig Lonken verliehen worden war. Auch auf anderen westpreußischen Gütern, wie Prondzonna oder Labuhnken (Kreis Preußisch Stargard), waren die Brzeziński anteilig begütert.
Das 317 ha große Rittergut Leng (Łęg) im Kreis Pleschen, Posen, befand sich außerdem in Pacht des offenbar aus Hinterpommern stammenden Joseph von Brzeziński, der hier Oldenburger und Shorthorn-Rinder züchtete sowie eine Rambouillet-Schäferei betrieb. Besitzer des Guts war Franz von Dobrzycki. Später wird Josephs Sohn Stanislaus von Brzeziński als Besitzer des Gutes erwähnt.

## Brzeziński (Dunin) in Polen

Wappen derer von Dunin Brzeziński aus Polen

Laut Genealogischem Taschenbuch der Ritter- und Adels-Geschlechter siedelten die Dunins 1124 aus Dänemark ins Königreich Polen. Die Familie Dunin Brzeziński des Wappens Łabędź hat ihren Nachnamen aus dem Dorf Brzezinki im Powiat Opoczyński, gelang zu gewissem Ansehen und brachte in Polen und Österreich eine Reihe ranghoher Offiziere hervor. Mikołaj von Skrzynno Dunin Brzeziński wird bereits um 1705 als Burggraf der Stadt Opoczyński erwähnt.
Teophil von Dunin Brzeziński ließ vermutlich im Jahre 1776 das Chodkiewicz-Palais nach einem Entwurf von Simon Gottlieb Zug in Warschau errichten.
Erwähnt wird außerdem der Großgrundbesitzer Jakob Vinzenz Ritter Brzeziński von Dunin (1756–1823), der am 18. Juli 1803 seine adlige Abkunft vor der westgalizischen Adelsmatrikel-Kommission in Krakau nachwies und infolgedessen 1817 als dem Landstand von Galizien und dem Ritterstande angehörig eingetragen wurde. Gemeinsam mit seiner Ehefrau Apollonia von Skarbek Białobrzeska, Tochter des Kron- und königlich polnischen Sekretärs Paul von Skarbek Białobrzeski, bekam er sechs Kinder: Adam (* 1850, k. k. Bezirkshauptmann; ⚭ Julie Edle von Szalay), Felix (* 1806; k. k. Hauptmann), Balbine (* 1802; Klosterfrau), Ludovika (* 1804; ⚭ Hyazinth von Majewski, Senator der Stadt Krakau), Pelagie (* 1811; ⚭ Johann von Morelowski, Hauptschul-Direktor in Krakau), Christine (* 1814; ⚭ Titus Freiherr von Horroch, Gutsbesitzer).
Josef Dunin von Brzezinski verteidigte am 22. April 1797 als Grenadier-Oberleutnant das Bockenheimer Tor gegen einen von einem französischen Cavallerie-Detachement ausgeführten Handstreich, bis der abgeschlossene Waffenstillstand den Feindseligkeiten ein Ende machte. Für diese Tat wurde er am 26. Mai 1797 durch ein besonderes Handschreiben des Kaisers Franz I. zum Kapitänleutnant außer der Tour ernannt. Von der Stadt Frankfurt am Main erhielt er außerdem einen wertvollen Ehrendegen.
Adam Dunin Ritter von Brzezinski (1805–1874) war Kreiscommissär vom Kreis Wadowice (zu dieser Zeit Kronland Galizien als Teil Österreich-Ungarns). Johann Peter Felix Dunin Ritter von Brzeziński (1883–1940) stand ferner als Rittmeister und Oberstleutnant in der k. u. k. Armee. Leonard Dunin Brzeziński (1862–1941) wiederum diente als Brigadegeneral der polnischen Armee, der auch Stanisław Kalikst Wiktor Dunin Brzeziński (1896–1940) als Oberstleutnant der Infanterie angehörte. Letzterer wurde Opfer des Massakers von Katyn. 

Dunin Brzeziński in Polen
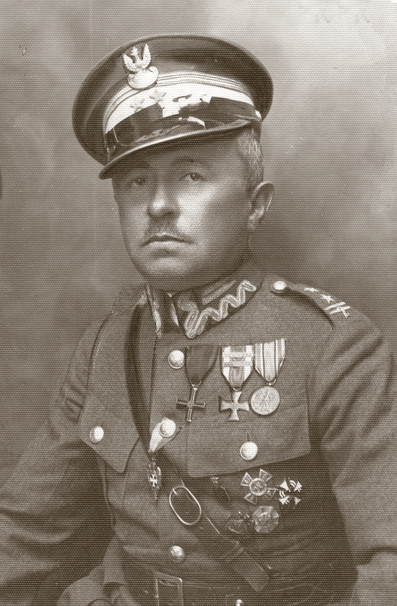
Oberstleutnant Johann Dunin Ritter von Brzeziński (1883–1940)
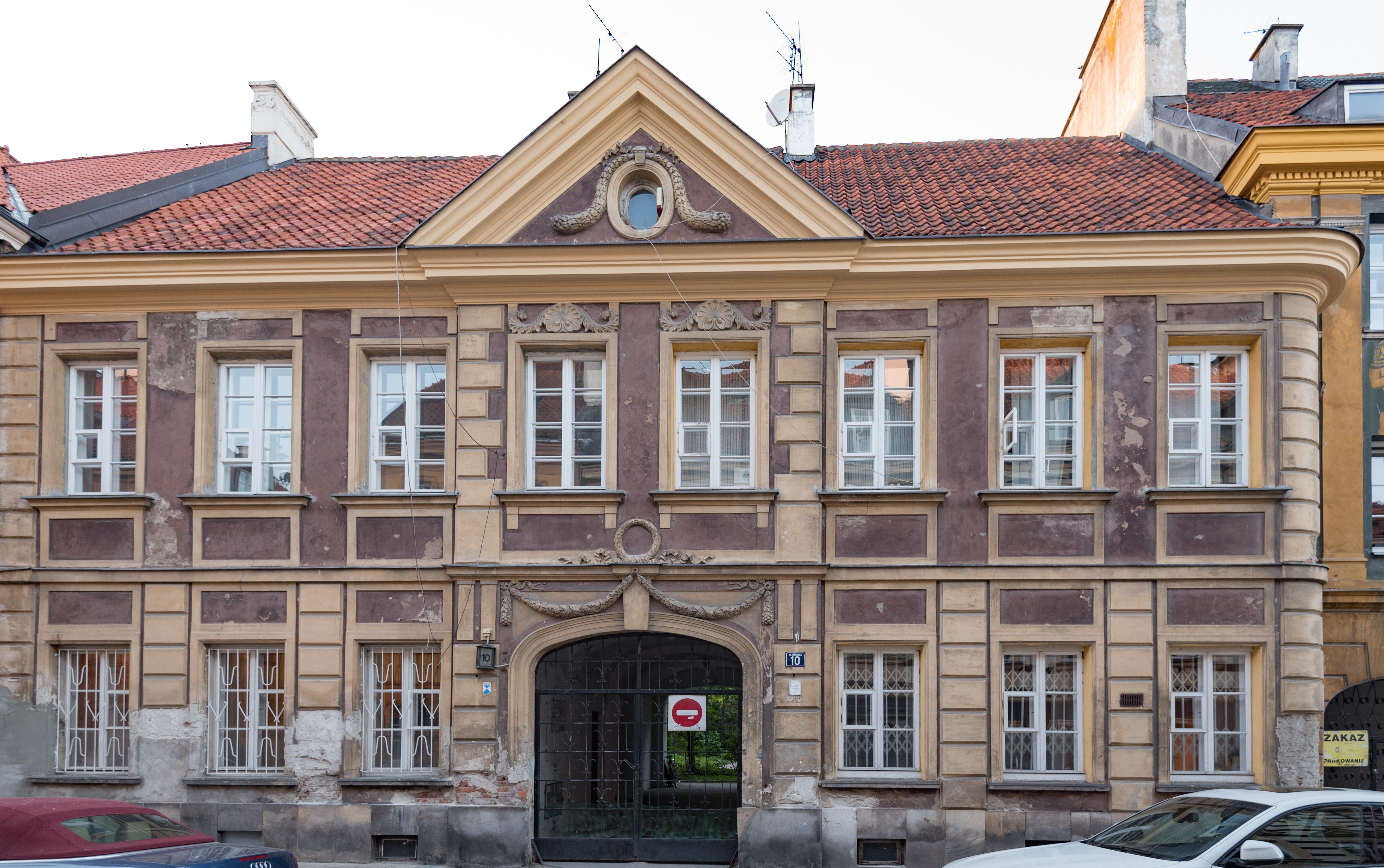
Um 1776 von den Dunin Brzeziński errichtetes Chodkiewicz-Palais in Warschau
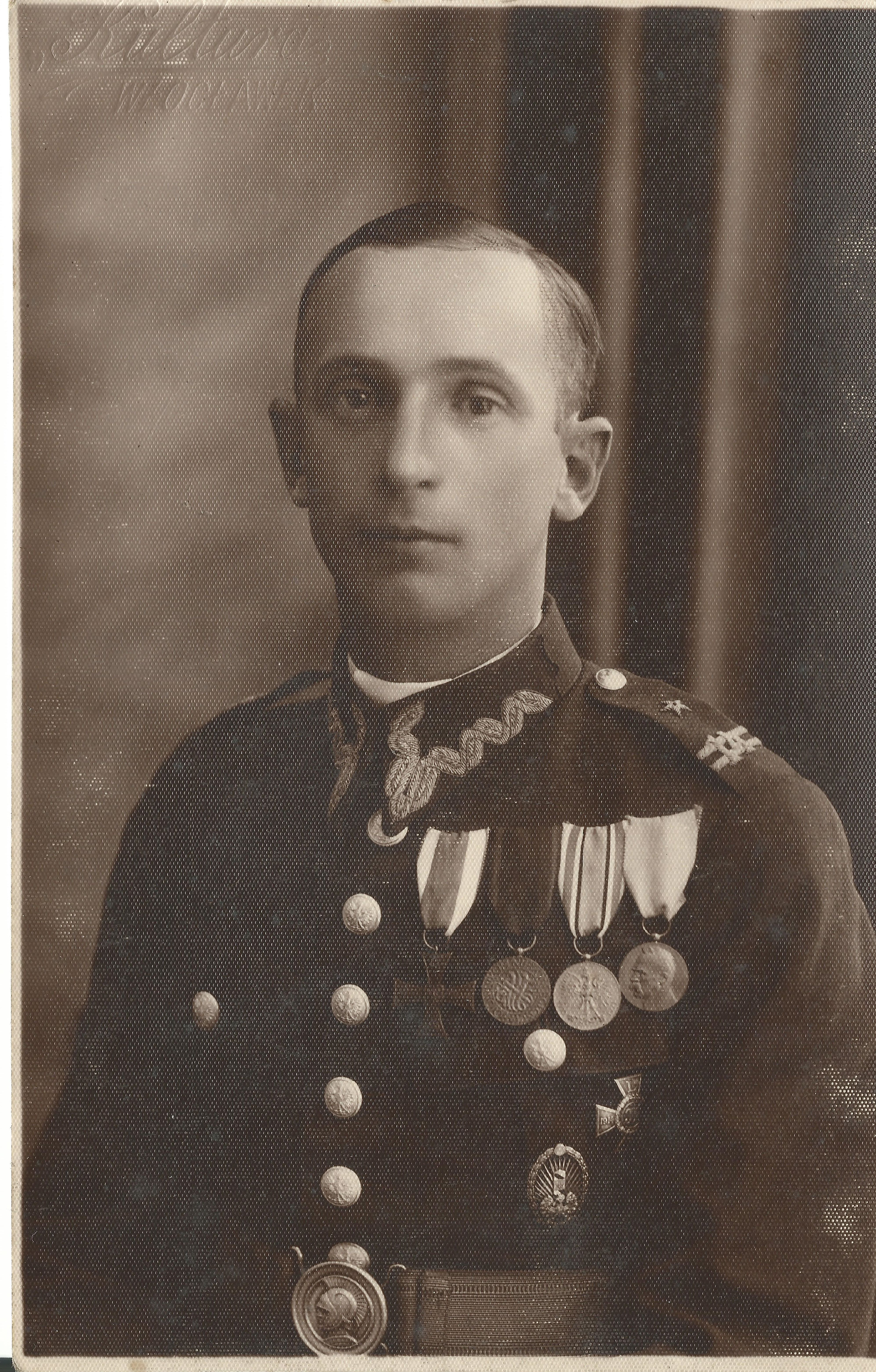
Oberstleutnant Stanisław Dunin Brzeziński (1896–1940)
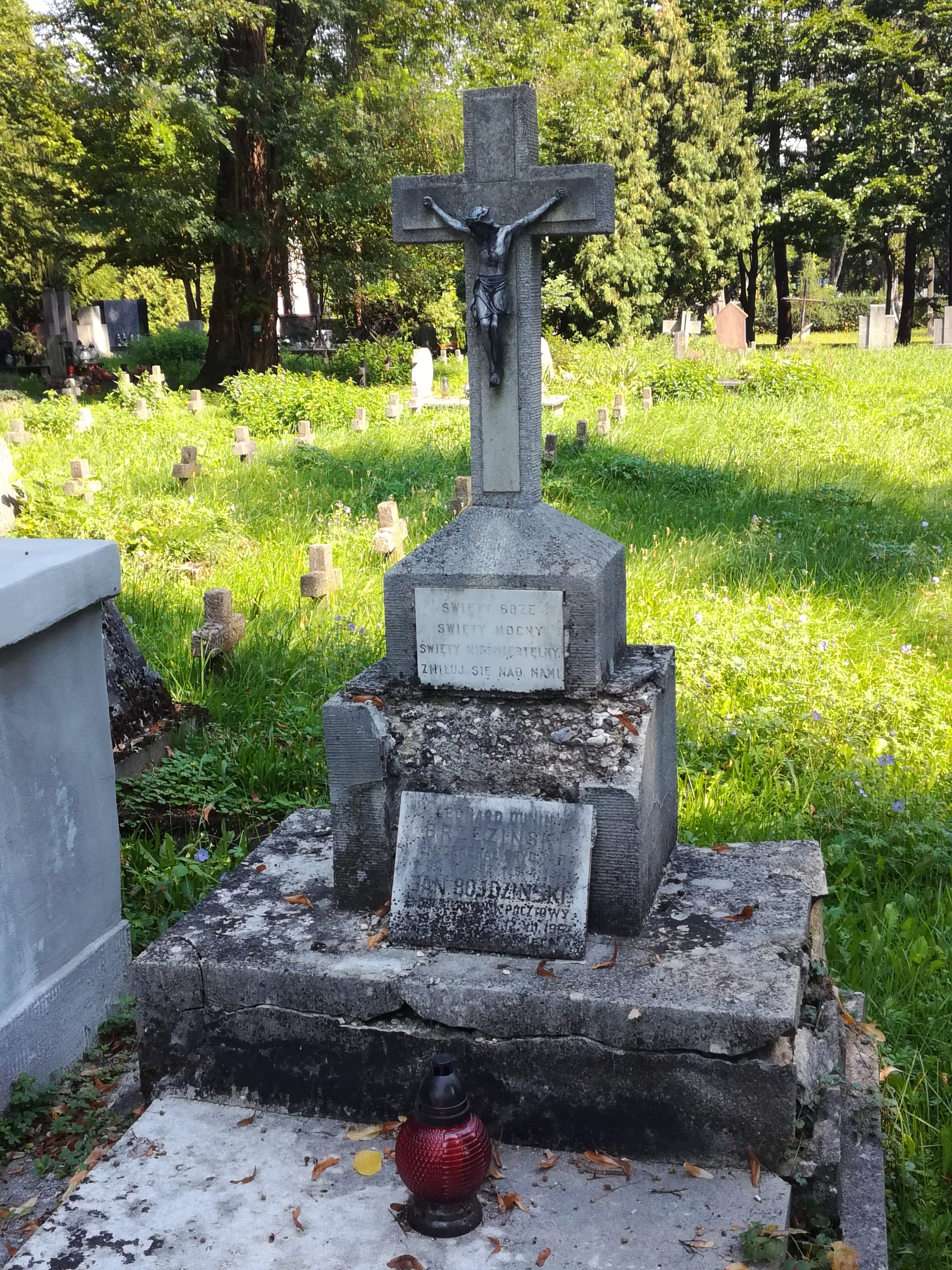
Grab des Generals Leonard Dunin Brzeziński (1862–1941)

## Brzeziński in Livland

Wappen derer von Brzeziński aus Livland (Siebmacher)

In Livland war laut Siebmacher noch um 1780 eine Adelsfamilie von Brzeziński angesessen, die dem Stamme Jaxa angehörte und ein Wappen führte, das wie folgt beschrieben wird:
- Schild: In Rot ein silberner Greif.
- Helm: derselbe wachsend; vor ihm ein rotes Büffelhorn.
- Decken: rot-silbern

Joseph Brzeziński († 1783) war zwischen 1770 und 1783 unter anderem Starost, Fähnrich und Landrichter von Inowrocław (Hohensalza). Außerdem war er Abgeordneter im Sejm (1776) aus der Provinz Brest-Kujawien sowie seit 1774 Ritter des Sankt-Stanislaus-Ordens.

## Brzeziński in Österreich
Den erbländisch-österreichischen Ritterstand erhielt der Rittmeister Ignaz Brzeziński Ritter von Brzoza, der 1856 im 6. Husarenregiment der k. u. k. Armee stand. Die Familie ist eventuell böhmischer Abstammung.

## Persönlichkeiten
- Adam Dunin Ritter von Brzezinski (1805–1874), Kreiscommissär von Wadowice, ⚭ Julie Edle von Szalay (1820–1889)
- Casimir von Brzeziński (†), Leutnant im k. u. k. Infanterie-Regiment Nr. 10
- Eugenie Gräfin von Dyhrn zu Schönau, geb. Brzezińska, ⚭ Georg Elfried Adolf von Clausewitz (1811–1888), preußischer Major; Sohn des Wilhelm Benedikt von Clausewitz
- Ignaz Brzeziński Ritter von Brzoza (†), Rittmeister im k. u. k. Husarenregiment König v. Württemberg
- Johann Peter Felix Dunin Ritter von Brzeziński (1883–1940), Rittmeister und Oberstleutnant der k. u. k. Armee, ⚭ Maria Jadwiga Josepha von Rostworowska des Wappens Nałęcz (1887–1938)
- Josef Dunin von Brzeziński (†), Oberstleutnant im k. u. k. Infanterie-Regiment Nr. 41
- Leonard Dunin Brzeziński (1862–1941), Brigadegeneral der polnischen Armee
- Mark Brzezinski (* 1965), Botschafter der Vereinigten Staaten in Polen
- Zbigniew Brzeziński (1928–2017), 1977–1981 Sicherheitsberater von US-Präsident Jimmy Carter und außenpolitischer Berater von US-Präsident Barack Obama; Sohn des Tadeusz Brzeziński